# Sahra Hausmann
Sahra Hausmann, née le 6 février 1973 à Oslo, est une ancienne handballeuse internationale norvégienne.
Avec l'équipe de Norvège, elle remporte le titre de championne du monde en 1999.
Elle participe également aux jeux olympiques de 1996 avec la Norvège. 

## Palmarès

### Sélection nationale
- Jeux olympiques
  - 4e aux Jeux olympiques de 1996, Atlanta,  États-Unis
- Championnat du monde
  -  vainqueur du Championnat du monde 1999,  Norvège /  Danemark
  -  finaliste du Championnat du monde 1997,  Allemagne
- Championnat d'Europe
  -  vainqueur du Championnat d'Europe 1998,  Pays-Bas
  -  finaliste du Championnat d'Europe 1996,  Danemark